# Un chupete para ella
Un chupete para ella és una sèrie espanyola de televisió, emesa en la temporada 2000-2002 per la cadena Antena 3.

## Argument
Jorge Vidal (Juanjo Puigcorbé) és un periodista despreocupat, extravertit i vividor que de sobte es troba amb una sorpresa a la porta de la seva casa: una nena de 9 mesos que una carta diu que és la seva filla, fruit d'una de les seves relacions amoroses. Per a buidar els seus dubtes es fa una prova de paternitat que dona positiva.
A més, en el seu dia a dia haurà de bregar amb la seva cap Raquel (Cristina Marcos), rebrà ajuda amb la nena gràcies a les seves veïnes Paula (María Botto) i Gemma (Àngels Gonyalons), i també rebrà l'assessorament de la farmacèutica Petra (Mercè Sampietro). A més de cuidar de la seva filla, Jorge haurà d'esbrinar qui és seva la mare.

## Repartiment
- Juanjo Puigcorbé - Jorge Vidal
- Cristina Marcos - Raquel
- María Botto - Paula
- Mercedes Sampietro - Petra
- Ana Torrent - Eva
- Àngels Gonyalons - María
- Manuel Tejada - Ernesto
- Inma del Moral - Sonia Loras
- José Pedro Carrión - Germán
- Jacobo Dicenta - Roberto
- Nuria Gallardo - Lola
- Miguel Hermoso Arnao - Daniel
- Eva Marciel
- Laura Ramos
- Manuel Millán - Woody
- Lola Marceli - Laura Fussi
- Montse Mostaza - Lucrecia Nabor
- Nancho Novo - Luis Sant
- Ángel Hidalgo - Jaime

## Premis
- Fotogramas de Plata 2000:.[3]
  - Millor actor de televisió: Juanjo Puigcorbé.
  - Millor actriu de televisió: Cristina Marcos.
- TP d'Or 2000 (2000):
  - Millor actor de TV (Nominat): Juanjo Puigcorbé.
- TP d'Or 2000 (2001):
  - Millor actor de TV (Nominat): Juanjo Puigcorbé.
- Premis de la Unión de Actores y Actrices (2000):
  - Millor actor protagonista de TV (Nominat): Juanjo Puigcorbé.